# Prekopčelica
Prekopčelica (cyr. Прекопчелица) – wieś w Serbii, w okręgu jablanickim, w gminie Lebane. W 2011 roku liczyła 404 mieszkańców.